# Myles Stephens
Myles Stephens (Middletown, Delaware, 1 de enero de 1997) es un baloncestista estadounidense que actualmente se encuentra sin equipo. Con 1,96 metros de estatura, juega en la posición de alero.

## Trayectoria deportiva

### Universidad
Jugó cuatro temporadas con los Tigers de la Universidad de Princeton, en las que promedió 11,7 puntos, 4,9 rebotes y 1,0 asistencias por partido. En 2017 y 2019 fue incluido en el mejor quinteto de la Ivy League, mientras que en 2018 lo fue en el segundo. En 2017 además fue elegido jugador defensivo del año de la conferencia.

### Profesional
Tras no ser elegido en el Draft de la NBA de 2019, sí lo fue en la décima posición de la segunda ronda del Draft de la NBA G League por los Long Island Nets, pero no acabó formando parte de la plantilla del equipo. En el mes de diciembre firmó su primero contrato profesional con el BAWE Oldenburger TB de la ProB, la tercera división alemana, y filial del EWE Baskets Oldenburg de la Bundesliga. En doce partidos que disputó, promedió 21,3 puntos y 7,3 rebotes.
El 27 de mayo de 2020 cambió de liga al firmar con el Salon Vilpas Vikings de la Korisliiga, la primera división finlandesa.
En la temporada 2021-22, firmó contrato con el Kangoeroes Basket Mechelen de la Pro Basketball League belga.
El 18 de julio de 2022, fichó por el Crailsheim Merlins de la Basketball Bundesliga alemana.
El 3 de agosto de 2023 fichó por el Dolomiti Energia Trento de la Lega Basket Serie A italiana.